# Inégalité de Cauchy-Schwarz

Preuve sans calcul de l'inégalité de Cauchy-Schwarz en deux dimensions : pour quatre réels, on a
.

Pour les articles homonymes, voir Cauchy, Schwarz et ICS.
Ne doit pas être confondu avec Inégalité de Cauchy.
En mathématiques, l'inégalité de Cauchy-Schwarz (ICS), aussi appelée inégalité de Schwarz, ou encore inégalité de Cauchy-Bouniakovski-Schwarz, se rencontre dans de nombreux domaines tels que l'algèbre linéaire, l'analyse avec les séries et en intégration.
Cette inégalité s'applique dans le cas d'un espace vectoriel sur le corps des nombres réels ou complexes muni d'un produit scalaire. Dans le cas complexe, le produit scalaire désigne une forme hermitienne définie positive. Son contexte général est donc celui d'un espace préhilbertien.
Cette inégalité possède de nombreuses applications, comme le fait d'établir l'inégalité triangulaire montrant que la racine carrée de la forme quadratique associée au produit scalaire est une norme, ou encore que le produit scalaire est continu. Elle fournit des justifications ou des éclairages dans des théories où le contexte préhilbertien n'est pas central.
Elle doit son nom à Viktor Bouniakovski, Augustin Louis Cauchy et Hermann Amandus Schwarz.

## Énoncé
Le théorème s'énonce couramment de la façon suivante :
Théorème 1 — Soit {\displaystyle (E,\langle .,.\rangle )} un espace préhilbertien réel ou complexe.
Alors, pour tout vecteurs {\displaystyle x} et {\displaystyle y} de {\displaystyle E},
avec {\displaystyle \|.\|} la norme associée au produit scalaire.
De plus, les deux membres sont égaux si et seulement si x et y sont liés.

## Démonstrations
Les démonstrations présentées ici sont valables aussi bien dans le cadre d'un espace préhilbertien complexe que réel, sauf bien sûr la dernière.
Lorsque y = 0, l'énoncé est clairement vrai, par conséquent on supposera y non nul.

### Inégalité
Pour la première démonstration, qui est la plus connue, on suppose que le nombre ⟨x, y⟩ est un réel.
On peut se ramener à cette situation (si ⟨x, y⟩ n'est pas un nombre réel) en multipliant le vecteur x (ou y) par un nombre complexe convenable de module égal à 1 (par exemple {\displaystyle {\frac {\overline {\langle x,y\rangle }}{|\langle x,y\rangle |}}}). Ceci étant, ⟨x, y⟩ devient réel sans changer de module ; ║x║ et ║y║ ne varient pas non plus.
Posons, pour tout réel t,
{\displaystyle P(t)=\|\,x+ty\,\|^{2}.}
Sachant que, par définition, {\displaystyle \|\,x+ty\,\|={\sqrt {\langle x+ty,x+ty\rangle }}}, la bilinéarité du produit scalaire donne alors :
{\displaystyle \|\,x+ty\,\|^{2}=\|\,x\,\|^{2}+2t\langle x,y\rangle +t^{2}\|\,y\,\|^{2}.}
Comme y est non nul et le produit scalaire défini, ║y║2 est non nul également. Par construction, cette fonction polynomiale du second degré est positive ou nulle pour tout réel t. On en déduit que son discriminant est négatif ou nul :
{\displaystyle 4\langle x,y\rangle ^{2}-4\|\,x\,\|^{2}\|\,y\,\|^{2}\leq 0,}
d'où l'inégalité de Cauchy-Schwarz.
Une démonstration plus directe, valable aussi bien dans le cas complexe que réel et qui n'utilise pas le discriminant, est de définir {\displaystyle P(t)=\|\,x+ty\,\|^{2}} pour tout scalaire t, 
de poser
{\displaystyle t_{0}=-\langle x,y\rangle /\|\,y\,\|^{2}},
et d'utiliser que
{\displaystyle 0\leq P(t_{0})=\|\,x\,\|^{2}-|\langle x,y\rangle |^{2}/\|\,y\,\|^{2}}.
(Ce t0 n'est autre que la valeur en laquelle P atteint son minimum, mais cette propriété n'est pas utilisée.)

### Cas d'égalité
Si (x, y) est lié alors x = λy pour un certain scalaire λ et l'on en déduit immédiatement :
{\displaystyle |\langle x,y\rangle |=|\lambda |\ \|\,y\,\|^{2}=\|\,x\,\|\ \|\,y\,\|.}
Réciproquement, si |⟨x, y⟩| = ║x║║y║ alors le discriminant ci-dessus est nul donc P admet une racine réelle (double) t, et pour ce t on a
{\displaystyle \|\,x+ty\,\|^{2}=P(t)=0,}
donc x = –ty, si bien que (x, y) est lié.
Ou plus directement (avec le t0 de la deuxième démonstration ci-dessus) : l'hypothèse équivaut à P(t0) = 0 donc à x = –t0y.

### Démonstration géométrique
Une variante utilise l'identité du théorème de Pythagore.
Si y est non nul, un calcul direct permet de voir que pour λ = ⟨x, y⟩/║y║2, les vecteurs λy et x – λy sont orthogonaux.
Alors, par le théorème de Pythagore, on a :
{\displaystyle \|x\|^{2}=\|\lambda y\|^{2}+\|x-\lambda y\|^{2}\geq \|\lambda y\|^{2}=|\langle x,y\rangle |^{2}/\|y\|^{2},}
qui donne l'inégalité souhaitée.
Cette démonstration consiste en fait à calculer la norme du projeté orthogonal du vecteur x sur la droite vectorielle engendrée par y. L'égalité correspond donc au cas où x et y sont linéairement dépendants.

### Le cas particulier ℝn
Dans l'espace euclidien ℝn muni du produit scalaire usuel{\displaystyle \langle x,y\rangle =\sum _{i=1}^{n}x_{i}y_{i}}, où {\displaystyle x=(x_{1},\dots ,x_{n})\in \mathbb {R} ^{n}} et {\displaystyle y=(y_{1},\dots ,y_{n})\in \mathbb {R} ^{n}}, une autre possibilité que les démonstrations générales ci-dessus est de déduire l'inégalité (et le cas d'égalité) d'une identité très similaire à celle de la variante géométrique, l'identité de Lagrange, qui s'écrit :
{\displaystyle \langle x,y\rangle ^{2}+\sum _{1\leq i<j\leq n}(x_{i}y_{j}-x_{j}y_{i})^{2}=\|x\|^{2}\ \|y\|^{2}.}
Par ailleurs, l'espace euclidien ℝ2 s'identifie au plan complexe, muni du produit scalaire ⟨u, v⟩ = Re(u v), dont la norme associée est le module. L'inégalité de Cauchy-Schwarz et le cas d'égalité correspondent alors à deux propriétés élémentaires : {\displaystyle |\mathrm {Re} (z)|\leq |z|} et {\displaystyle |\mathrm {Re} (z)|=|z|\Leftrightarrow z\in \mathbb {R} }.

## Conséquences et applications

### Conséquences

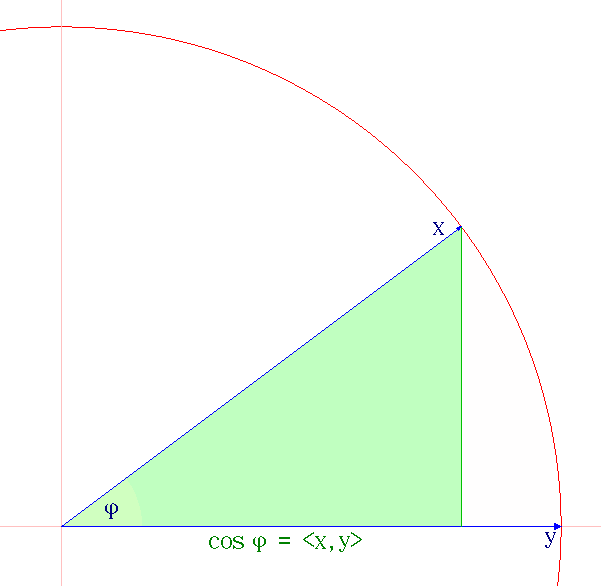
Définition de l'angle entre deux vecteurs par l'inégalité de Cauchy-Schwarz.

L'inégalité de Cauchy-Schwarz a des applications importantes. Elle permet notamment de montrer que l'application {\displaystyle x\mapsto {\sqrt {\langle x,x\rangle }}} est une norme car elle vérifie l'inégalité triangulaire. Une conséquence est que le produit scalaire est une fonction continue pour la topologie induite par cette norme.
Elle permet également de définir l'angle non orienté entre deux vecteurs non nuls d'un espace préhilbertien réel, par la formule :
{\displaystyle \cos {\widehat {(x,y)}}={\frac {\langle x,y\rangle }{\|x\|\|y\|}}.}
Dans le cas de l'espace euclidien ℝn muni du produit scalaire canonique, l'inégalité de Cauchy-Schwarz s'écrit :
{\displaystyle \left|\sum _{i=1}^{n}x_{i}y_{i}\right|\leqslant \left(\sum _{i=1}^{n}x_{i}^{2}\right)^{1/2}\left(\sum _{i=1}^{n}y_{i}^{2}\right)^{1/2}}.
En particulier, ║x║1 ≤  √n║x║2.
Dans le cas des fonctions mesurables à valeurs complexes de carré intégrable, elle s'écrit
{\displaystyle \left|\int f{\overline {g}}\,\right|\leqslant \left(\int |f|^{2}\,\right)^{1/2}\left(\int |g|^{2}\,\right)^{1/2}.}
Cette inégalité est un cas particulier des inégalités de Hölder avec p = q = 2.

### Autres applications
- L'inégalité de Cauchy-Schwarz est aussi un outil fondamental de l'analyse dans les espaces de Hilbert. Grâce à elle, on peut construire une injection d'un espace préhilbertien E dans son dual topologique : pour tout vecteur y, la forme linéaire qui à x associe ⟨x,y⟩ est continue, de norme égale à celle de y. Ceci permet d'énoncer le théorème de représentation de Riesz selon lequel si E est un espace de Hilbert alors cette injection est un isomorphisme.
On la retrouve aussi dans le théorème de Lax-Milgram.
- Cependant, ses applications peuvent sortir du cadre strict de l'analyse dans les espaces de Hilbert. En effet elle se retrouve parmi les ingrédients utiles à l'inégalité de Paley-Zygmund en théorie des probabilités et du traitement du signal.
En théorie des probabilités toujours, dans l'espace des variables aléatoires admettant un moment d'ordre 2, l'inégalité de Cauchy-Schwarz fournit les inégalités :

{\textstyle \mathbb {E} (XY)\leq {\sqrt {\mathbb {E} (X^{2})\mathbb {E} (Y^{2})}}\,;\quad \operatorname {Cov} (X,Y)^{2}\leq V(X)V(Y)}
La première compare l'espérance du produit de deux variables aléatoires au produit des espérances de leurs carrés. Elle permet d'établir que le coefficient de corrélation de deux variables aléatoires est un réel compris entre –1 et 1.
- En optimisation, le cas d'égalité dans l'inégalité de Cauchy-Schwarz appliquée à la dérivée directionnelle permet de justifier que le gradient donne la direction de plus grande pente.
- En physique, l'inégalité de Cauchy-Schwarz joue un rôle important dans le principe d'incertitude d'Heisenberg et a pris place dans le débat sur l'hypothèse des quanta de lumière ; il est aussi connu sous le nom de relation de Robertson-Schrödinger. En relativité, il sert à démontrer que tous les vecteurs du genre temps orientés vers le futur ont pour image un vecteur du même type (du genre temps orienté vers le futur) par une transformation de Lorentz si et seulement si cette transformation est orthochrone.

## Généralisation
L'inégalité seule est vraie dans le contexte un peu plus général d'un semi-produit scalaire (c.-à-d. sans supposer que la forme quadratique associée est définie), en notant encore ║∙║ la semi-norme associée :
Théorème 2 — Soit (E, ⟨⋅, ⋅⟩) un espace vectoriel réel (resp. complexe) muni d'une forme bilinéaire symétrique positive (resp. d'une forme hermitienne positive). Alors, pour tous vecteurs x  et y  de E ,
{\displaystyle |\langle x,y\rangle |\leqslant \|x\|\ \|y\|}.
Pour démontrer ce théorème 2, il suffit de reprendre la preuve de l'inégalité du théorème 1 ci-dessus, en traitant à part le cas ║y║ = 0 (qui peut arriver ici car la forme quadratique n'est pas forcément définie). Dans ce cas, la positivité de P(t) rend nul ⟨x, y⟩ et l'inégalité tient aussi.
Cette inégalité fournit le corollaire suivant.
Corollaire — Pour qu'une forme bilinéaire symétrique positive (resp. une forme hermitienne positive) soit définie, (il faut et) il suffit qu'elle soit non dégénérée.
En effet, si la forme ⟨⋅, ⋅⟩ est positive et non dégénérée et si x est un vecteur de semi-norme nulle, le théorème 2 montre que pour tout vecteur y on a ⟨x, y⟩ = 0 donc, par non dégénérescence, x = 0.